# 梁浩真
梁浩真（1995年12月4日—）是臺灣男子籃球運動員，場上主打控球后卫位置。

## 生平
梁浩真來自花蓮縣秀林鄉銅門村（太魯閣族部落），高中就讀花蓮高工，研究所就讀康寧大學，108學年度大專籃球聯賽公開男一級場均可挹注7.7分、3.7籃板、1.5助攻，2020年因為超齡所以投入超級籃球聯賽新人選秀會，與陳俊翰為該屆選秀首批報名球員。
2021年6月與桃園璞園建築的合約到期後離隊。第19季SBL效力於台灣啤酒。2023年2月加盟T1聯盟台灣啤酒英熊。

## 外部連結
- 梁浩真在Eurobasket.com（球員）（英语）